# Klokočani
Klokočani, jedno od starih hrvatskih plemena koje je u nekada živjelo na području Korduna od Klokoča pa prema Kladuši. Plemičke povlastice dobili su 9. siječnja 1224. godine od kralja Bele IV. Svoje slobode i plemička prava uživali su sve do 1387. godine kada je Sigismund predao Klokočki kotar Frankopanima. Svoje 'sloboštine' Sigismund im je vratio negdje 1412. godine, a ponovno su potvrđene 14. rujna 1550. godine.
Klokočki plemići bili su podijeljeni na vlastelu (vlastelinčiće) koji su posjedovali po nekoliko kmetskih sela, i na plemiće jednoselce (nobiles unius sessionis). Vlastelinske obitelji bile su Otmići, Vojkovići, Maretići, Šimunčići, Vojnovići, Polažanići i Stipetići.
Klokočani su se u ovom kraju održali sve do 1590. godine. Turci su ga zauzeli 1566. godine, ali su uskoro bili izgnani. Otpor su pružali još do 1592. godine nakon čega su ga napustili. Neki su se možda poturčili, a dio ih se naseli u Gradišću kod Lipe. Kada je 1649. godine Petar Zrinski sa svojom vojskom došao pod Klokoč ovaj je bio pust. Godine 1713. klokočko područje naseljavaju Vlasi, ali ubrzo (1715.) izbjegoše, a kasnije (1717.) vojni erar nasele pravoslavni uskoci.

## Vanjske poveznice
- Klokoč  Arhivirana inačica izvorne stranice od 10. svibnja 2008. (Wayback Machine)